# Autovía M-23
Die Autovía M-23 ist eine vollständig mautfreie Stadtautobahn in Madrid. Sie beginnt als Verlängerung der Stadtstraße Calle de O’Donnell an einem Autobahnkreuz mit der Ringautobahn M-30 und verläuft südlich des Friedhofs Cementerio de la Almudena in Richtung Osten bis zu ihrem Ende an einem Autobahnkreuz mit der Ringautobahn M-40 und der Radialautobahn R-3. Die M-23, deren Bau 1994 begann, wurde 1997 als N-100 eröffnet und bekam im Zuge der Neunummerierung des spanischen Autobahn- und Schnellstraßennetzes 2004 die heutige Bezeichnung.
Im Bereich des Kreuzes mit der M-30 besitzt die M-23 zwischen den beiden Richtungsfahrbahnen eine Busspur in stadteinwärtiger Richtung.

## Größere Städte an der Autobahn
- Madrid